# Hygrochroma
Hygrochroma là một chi bướm đêm thuộc họ Geometridae.